# IC 2445
IC 2445 ist eine spiralförmige Zwerggalaxie vom Hubble-Typ SBab im Sternbild Krebs auf der Ekliptik. Sie ist schätzungsweise 86 Millionen Lichtjahre von der Milchstraße entfernt und hat einen Durchmesser von etwa 20.000 Lichtjahren.
Im selben Himmelsareal befindet sich u. a. die Galaxie NGC 2824.
Das Objekt wurde am 10. April 1896 von Stéphane Javelle entdeckt.